# サムタック・ジャック
サムタック・ジャック（Thumbtack Jack，1985年7月21日生）は、ドイツ出身の元プロレスラー。身長おおよそ178センチメートル、体重おおよそ83キログラム。 本名アレクサンダー・ベトラノヴスキー(Alexander Bedranowsky)、通称TJ。 ドイツの南東バイエルン州の外れにあるパッサウに暮らしつつ、数多のインディプロレス団体―特にいわゆるハードコア系の団体を転戦している。

## 来歴
ドイツ南部のミュンヘンに生まれ、ビッグ・シック・ベン、クリス・ザ・バンビキラー、ヘイト、シグマスタ・ラッポ、トーマス・ブレードなどといったドイツ語圏に活動するプロレスラーらからの訓練を経たうえで、2001年の8月4日にプロのレスラーとしての経歴を始動。
それからというもの、母国ドイツのウエストサイド・エクストリーム・レスリング(wXw)やジャーマン・スタンピード・レスリング(GSW)を始めとして、スイス、フランス、オランダ、イギリスなどといったヨーロッパ諸国のプロレス団体を舞台に活動しつつ、IWAミッドサウスやIWAイーストコースト、そしてコンバット・ゾーン・レスリング(CZW)などといった、米国のハードコア系の団体に参戦してきた。

### ドイツ
そのデビューから間もなかった時期―2001年から参戦し始めたGSWにあっては、それから欠かすことなく年に数回の参加を継続するなかで、地元ドイツに活動する数多の選手らに加え、M-Dogg 20、エル・ジェネリコ、アル・スノーなどといった北米出身の選手らともリングをともにしてきた。 やがて2007年から2009年に掛けてこの団体のブレイクスルーという名の王座を2度にわたって獲得。
wXwに参戦し始めたのは2002年のことであった。 さっそく2003年にこの団体のエクストリーム王座を獲得。 この団体のリングを舞台に行ったドレイク・ヤンガーとの一戦―『TJのウルトラバイオレントアンダーグラウンド』と題した2007年のデスマッチでは、ノコギリ、有刺鉄線、ガラス、そしてカミソリの刃を装着した椅子、・・・こうした凶器の数々を用いたうえ、リング脇に盛った大量の注射器の束の上にリング上からボディスラムで叩き付けられるという強烈なバンプを披露している。

### IWA
2008年になると大西洋を越えて米国のウエストバージニアへと赴いたうえで、IWAイーストコーストのデスマッチ選手権大会―マスターズ・オブ・ペインに初出場。1回戦から2回戦へとマッドマン・ポンドとネクロ・ブッチャーを下して勝ち進んだ末に、通電仕様の蛍光灯が乱舞した決勝戦で遂には伊東竜二を下して優勝。 そして2009年を迎えるとさっそく3月にIWAミッドサウスの『デスマッチの祭典』―キング・オブ・ザ・デスマッチへの初出場を果たし、ニック・ゲージやマッドマン・ポンドを下して勝ち進んだものの、有刺鉄線や観客持参の凶器を用いたバトルロイヤルの決勝戦でマサダに下され敗退。 それから間もなくドイツに舞い戻ったうえでwXwのデスマッチ選手権大会―ゴアフェストを制覇。 CZWのマットに参戦し始めたのもちょうどこの時期であった。

### CZW
2009年の6月にCZWのトーナメント・オブ・デス(TOD)の第8回大会が開幕すると、これへの出場をもってTODへの初参戦を決行。 第1回戦の相手となったのはDJハイドであった。 コンクリブロックやガラスや蛍光灯が飛び交ったこの一戦では、更なる凶器として数本の注射器が登場。これをハイドの腕に突き刺したジャックであったが、やがては反撃としてこれらで頬を貫き通されたうえ、その締め括りとしてそれらをハイドの頭に突き立てるという凄惨な攻防を見せることとなった。
続けて観客持参の凶器を用いたデスマッチにてワックスとダニー・ハボックを制圧し、遂には初出場にして決勝にまで進出。そうして迎えた決勝戦はガラスと200本の蛍光灯とを用いたデスマッチで、その対戦相手はニック・ゲージであった。
そしてこの一戦の最中にあって、蛍光灯を立て掛けたロープにゲージを叩き付けたところ、その腋下から尻までにわたる部分の肉が大量に削げ落ちてしまい、そうして大量出血に見舞われたゲージが緊急空輸で病院に運ばれるという事故が起こった。
結果としてこの大会の覇者となったのちに、10月になると『リワインド』と題されたTODの番外の大会への出場も行い、棺桶を用いたデスマッチでサミ・キャラハンを下してCZWウルトラバイオレントアンダーグラウンド王座を獲得したうえ、決勝戦でマサダを破ってこの大会の覇者の座へと君臨するに至る。
そうして2010年を迎えるとさっそく1月にドイツのwXwでアダム・ポラクとの一戦を敢行し、これに敗れたことでウルトラバイオレントアンダーグラウンド王座から陥落。 この王座の歴史上初の米国外における変動という事態を引き起こした。

### 引退と現在
2010年10月2日、wXwで行われたマサダとの一騎打ちで第7胸椎を負傷。翌3日に引退を発表した。
その後2011年3月に、自身の自伝 "MeineKämpfe"（翻訳：My Fights）を出版。彼のプロレス人生、キャリアと引退に至るまで細かく綴られている。
また2017年3月には、自身で録音したオーディオブック版も出版している。
彼は現在、WWEドイツでYouTubeチャンネルのコンテンツマネージャーとして働いている。その他、GWFやNEWなどインディー・プロモーションにも幾つか出演。

## 入場曲
- "I'm So Sick" by フライリーフ(Flyleaf)
- "Diamond Eyes" by シャインダウン(Shinedown)